# St. Lambertus (Osterweddingen)

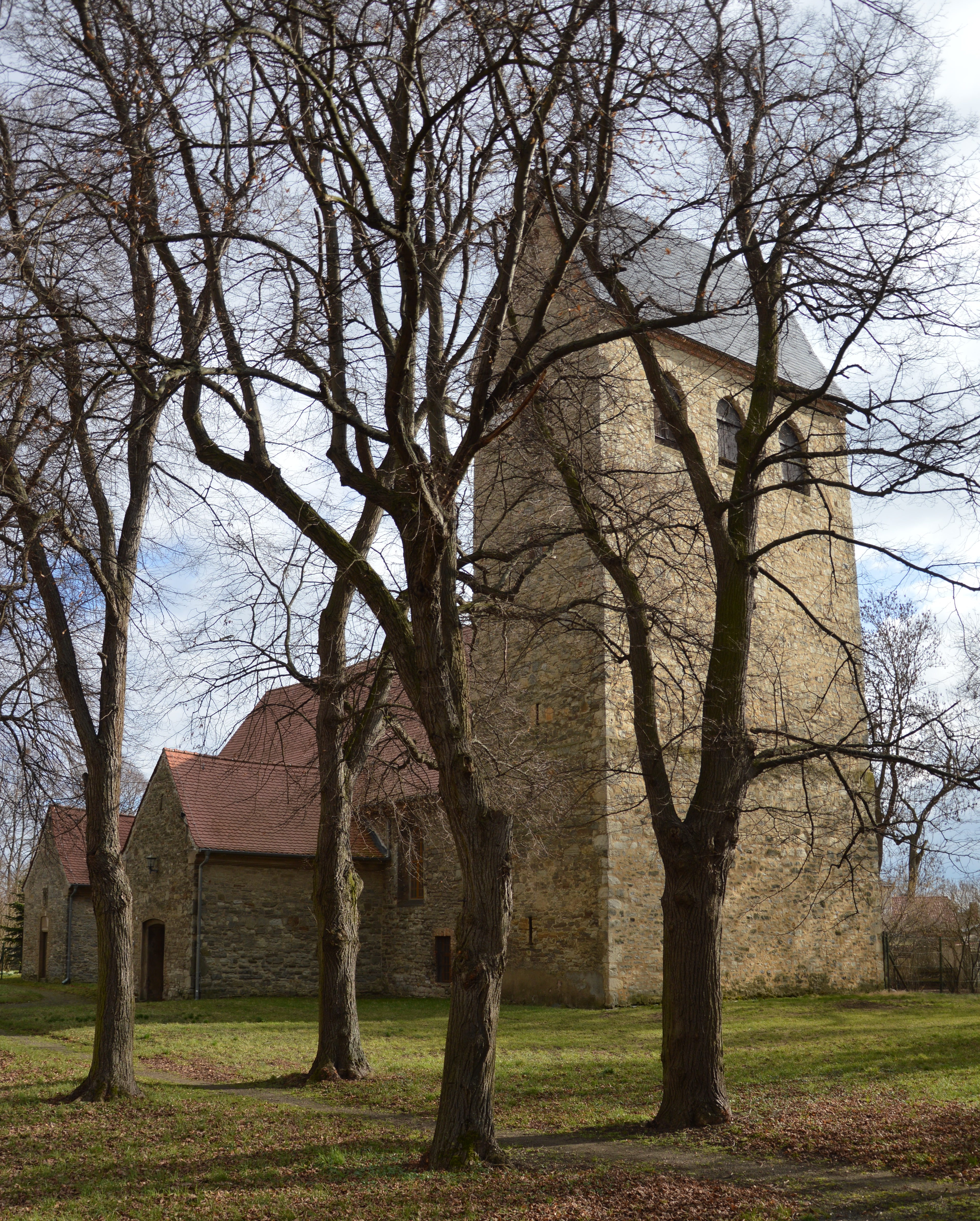
Sankt-Lambertus-Kirche

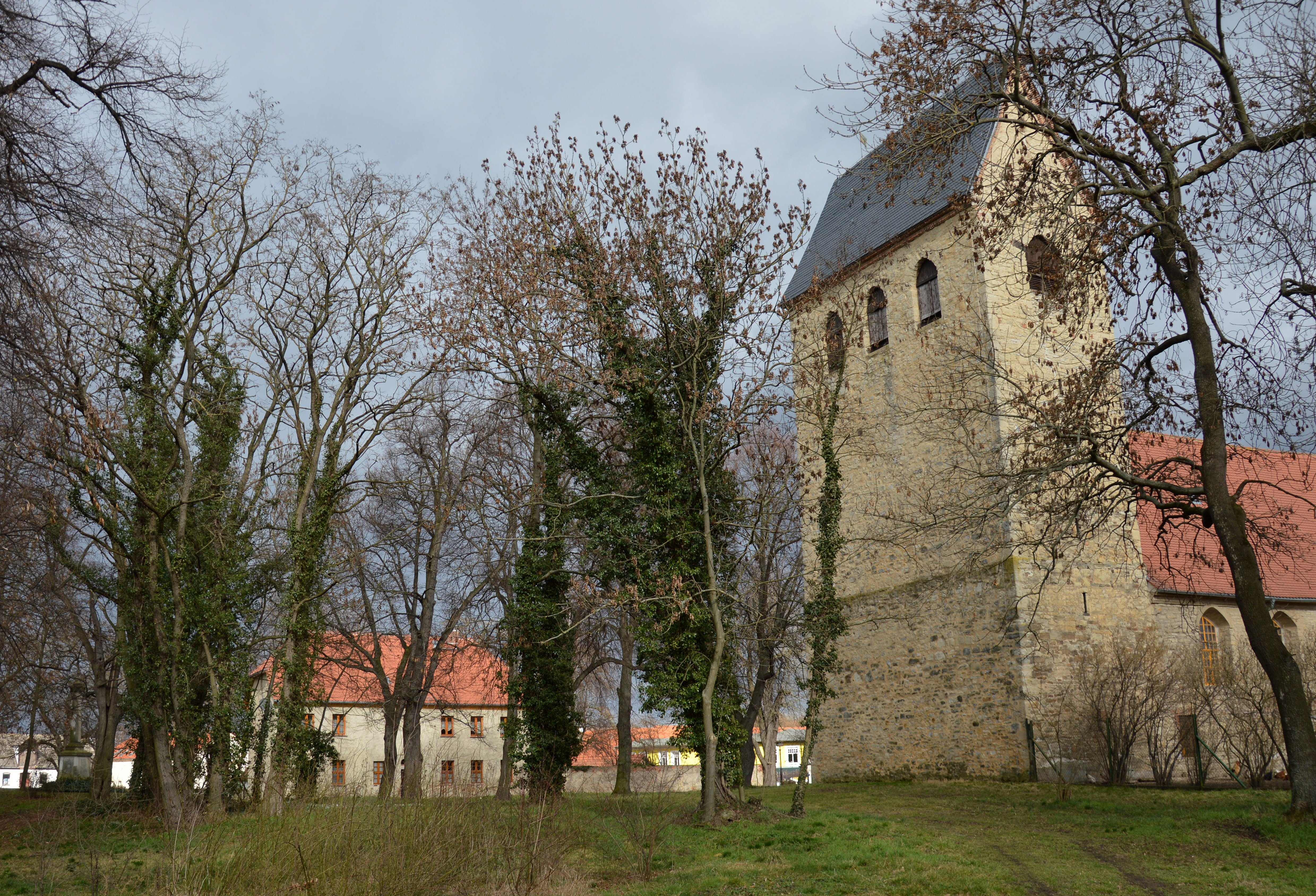
Kirchhof

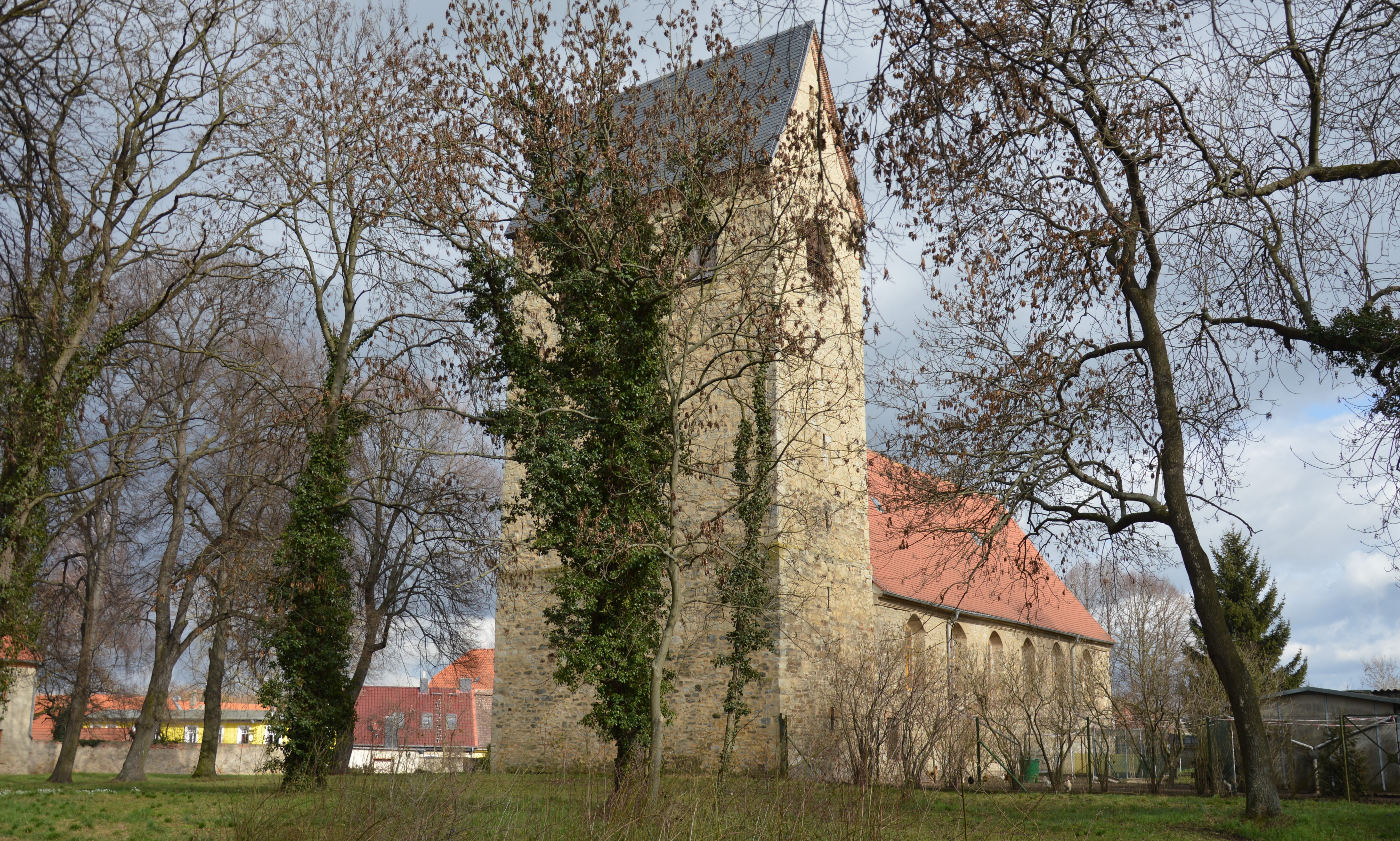
Blick von Südwesten

Die St.-Lambertus-Kirche ist die evangelische Kirche des zur Gemeinde Sülzetal gehörenden Dorfes Osterweddingen in Sachsen-Anhalt.
Die Kirchgemeinde gehört zum Kirchspiel Sülzetal des Kirchenkreises Egeln der Evangelischen Kirche in Mitteldeutschland. Sie befindet sich im westlichen Teil des Dorfes in der Alten Dorfstraße.

## Architektur und Geschichte
Die Kirche entstand im Barock im Jahr 1708 an Stelle eines spätromanischen Vorgängerbaus. Von dem Vorgängergebäude ist der westlich des Schiffs stehende Kirchturm erhalten. Der Grundriss des Turms ist rechteckig und quer zum Schiff ausgerichtet. Das Schiff präsentiert sich als Saalbau auf rechteckigem Grundriss. Nördlich des Schiffs befinden sich der einfach gestaltete Anbau einer Sakristei und eine Vorhalle.
Das Kircheninnere wird von einer hölzernen Tonnendecke überspannt. Sowohl der Altar als auch die Kanzel sind mit Akanthus verziert und stammen aus der Bauzeit des Kirchenschiffs. Der Altar verfügt unterhalb eines jüngeren, aus der Zeit um 1850 stammenden Abendmahlsgemäldes über eine Predellentafel. Seitlich hiervon befinden sich einerseits Petrus, andererseits Paulus jeweils zwischen gedrehten Säulen. Oberhalb eines verkröpften mit Engelsköpfen verzierten Gesimses befindet sich ein die Kreuzigung darstellendes Gemälde. Das oktogonale Bild wird von Akanthuswerk umrahmt. Darüber ist eine den auferstandenen Christus darstellende Skulptur platziert.
Die Kanzel wird von einer Moses darstellenden Figur getragen. An der Brüstung der Kanzel sind in zwischen gedrehten Säulen befindlichen Muschelnischen die Evangelisten dargestellt. Oberhalb des zum Kanzelaufgang führenden Portals ist der Erzengel Michael abgebildet.
Der Orgelprospekt ist im Stil des Barock gestaltet und stammt aus dem Jahr 1746. In der Kirche befindet sich ein Inschriftengrabstein für den im Jahr 1667 verstorbenen P. M. Nathan.
2003 bis 2006 erfolgte eine umfassende Sanierung der Kirche.
Im örtlichen Denkmalverzeichnis ist die Kirche unter der Erfassungsnummer 094 11969 als Baudenkmal verzeichnet.
Nordwestlich der Kirche befindet sich das als Teilobjekt des Baudenkmals eingetragene Kriegerdenkmal Osterweddingen.